# Trường Trung học phổ thông Lương Văn Can
Trường trung học Lương Văn Can tiền thân là Trường Trung học Cộng đồng Quận 8. Trường chính thức khai giảng Niên Khóa 1966-1967 vào ngày thứ Năm 20.10.1966.

## Lịch sử
Từ Phong trào Học đường Phục vụ Xã hội và các đoàn thể thanh niên hoạt động xã hội dẫn đến sự ra đời của Chương Trình Phát triển Quận 8 năm 1965. Trường Chính thức khai giảng Niên Khóa 1966-1967 vào ngày thứ Năm 20.10.1966. Niên khóa 1967 - 1968 theo qui chế Trường Đô thị tên đầy đủ của trường là Trường Trung học Cộng đồng Đô thị Tổng hợp Quận 8 
Đầu năm học 1974-1975, theo yêu cầu của Nha Trung học, hội đồng giáo sư của trường họp để chọn tên mới của trường.
Tên nhà giáo yêu nước Lương Văn Can, một trong những người sáng lập đồng thời là hiệu trưởng trường Đông Kinh Nghĩa Thục năm 1907 đã được chọn làm tên Trường.
Để đánh dấu việc trường mang tên Trường Trung học LVC, ban tổ chức Ngày Truyền thống 75 (2.2.1975)
Đến ngày 30.4.1975, Trường TH Lương Văn Can có tất cả 54 lớp với gần 3000 học sinh: mỗi cấp lớp từ lớp 6 đến lớp 11 có 8 lớp, riêng cấp lớp 12 chỉ có 6 lớp.
Sau năm 75 Trường đổi tên là Trường trung học phổ thông Lương Văn Can cho đến nay.